# Антоній Папп
Антоній Папп (також Антал; угор. Papp Antal; 17 листопада 1867, Надькалло, Угорське королівство — 24 грудня 1945, Мішкольц, Угорщина) — священик та церковний ієрарх на Закарпатті, мадярон.

## Життєпис
Народився Антоній Папп 17 листопада 1867 року в угорському містечку Надькалло у родині священика.
Після навчання в гімназії в Ужгороді та Левочі (1885 р.) Антоній Папп здобув богословську освіту в Ужгордській богословській семінарії (1886—1887 рр.) та Центральній семінарії у Будапешті (1887—1890 рр.). Ще до висвячення на греко-католицького священика (24 грудня 1893 року) був призначений на роботу в канцелярію Мукачівської греко-католицької єпархії і скоро став секретарем єпископа (1897 р.) та канцлером єпархії (1901 р.).
У 1912 році був призначений єпископом Мукачівської єпархії та титулярним єпископом Лирба (Lyrbe). Разом з пряшівським єпископом Стефаном Новаком розпочав наступ на осередки офіційної культури русинів та активне провадження їх асиміляції. Антоній Папп був одним із відповідальних за початок другого Мармарош-Сиготського судового процесу наприкінці 1913 року.
24 червня 1916 року єпископ ввів григоріанський календар замість традиційного юліанського. Водночас здійснював заходи задля заміни кирилиці угорською латинською транскрипцією. Міністр культів і народної освіти видав указ, згідно з яким усі шкільні підручники та церковні книги у 1916—1917 навчальному році обов'язково друкували латиницею. Група греко-католицьких священиків з комітату Береґ навіть «пропонували та вимагали», щоб самі терміни «русин» та «руський» ніколи не згадувалися в церкві та громадському житті. Однак значна частина духовенства та громадськості (у їх числі греко-католицький священик, професор Августин Волошин, який відстоював використання кирилиці) виступила проти цих реформ, і вже в листопаді 1918 року Антоній Папп був змушений скасувати рішення про латиницю та повернути юліанський календар.
Після розпаду Австро-Угорщини і приєднання Закарпаття до Чехословаччини у 1919 році, попри те, що Антоній Папп був налаштований негативно щодо нової держави, він вирішив не виїжджати до Угорщини, як зробив його соратник Стефан Новак, оскільки вважав, що Угорщина невдовзі поверне «втрачені території» на півночі (Словаччину та Закарпаття). Водночас на початку 1920-х років єпископ вів боротьбу проти відтоку вірників, поширення православ'я у Підкарпатській Русі та насилля православних проти греко-католиків.
Хоча Антоній Папп згодом склав присягу на вірність Чехословаччині, він таємно, а часом і відкрито провадив античехословацьку діяльність, за яку був висланий із держави у 1924 році. Сприяв його усуненню з Мукачівської кафедри і митрополит Андрей Шептицький, оскільки єпископ упереджено ставився до закарпатських ченців-василіян (які були галичанами) та гальмував монашу реформу.
В результаті Антонія Паппа було переведено до Угорщини, де він служив апостольським адміністратором (1924 р.) та екзархом (1943 р.) у Мішкольці. 1924 року був також призначений титулярним архієпископом Кізіка.
Останні роки прожив усіма забутий та помер у злиднях 24 грудня 1945 року у місті Мішкольц.